# Tursiops aduncus
O roaz-do-índico (Tursiops aduncus) é uma espécie de golfinho-roaz. Este golfinho cresce até 2,6 m (8,5 pés) de comprimento e pesa até 230 kg (510 lb). Ele vive nas águas ao redor da Índia, norte da Austrália, Sul da China, Mar Vermelho e costa oriental da África. Seu dorso é cinza escuro e sua barriga é cinza mais claro ou quase branca com manchas cinza.
Até 1998, todos os golfinhos-nariz-de-garrafa eram considerados membros da única espécie T. truncatus. Naquele ano, o golfinho-roaz do Indo-Pacífico foi reconhecido como uma espécie separada. O golfinho-roaz do Indo-Pacífico é geralmente menor que o golfinho-nariz-de-garrafa comum, tem um rosto proporcionalmente mais longo e tem manchas na barriga e nas laterais inferiores. Ele também tem mais dentes do que o golfinho-nariz-de-garrafa comum - 23 a 29 dentes em cada lado de cada mandíbula, em comparação com 21 a 24 para o golfinho-nariz-de-garrafa comum. Algumas evidências mostram que o golfinho-nariz-de-garrafa do Indo-Pacífico pode, na verdade, estar mais relacionado a certas espécies de golfinhos nos gêneros Stenella e Delphinus, especialmente o golfinho-pintado-do-Atlântico (S. frontalis), do que o golfinho-roaz comum.
Muitos dos dados científicos antigos no campo combinam dados sobre o golfinho-roaz do Indo-Pacífico e o golfinho-roaz comum em um único grupo, tornando-o efetivamente inútil para determinar as diferenças estruturais entre as duas espécies. A IUCN lista o golfinho do Indo-Pacífico como "quase ameaçado" em sua Lista Vermelha de espécies ameaçadas de extinção.